# Frédéric Mitterrand
Pour les autres membres de la famille, voir Famille Mitterrand.
Frédéric Mitterrand, né le 21 août 1947 à Paris et mort le 21 mars 2024 dans la même ville, est un écrivain, réalisateur, animateur de télévision et homme politique français.
Neveu de François Mitterrand (président de la République française de 1981 à 1995), il est successivement exploitant de cinéma, animateur et producteur de télévision, chroniqueur et écrivain, réalisateur de documentaires et de films, directeur de l'Académie de France à Rome entre 2008 et 2009, puis ministre de la Culture et de la Communication du 23 juin 2009 au 16 mai 2012,, et élu à l'Académie des beaux-arts en 2019.

## Biographie

### Enfance et études

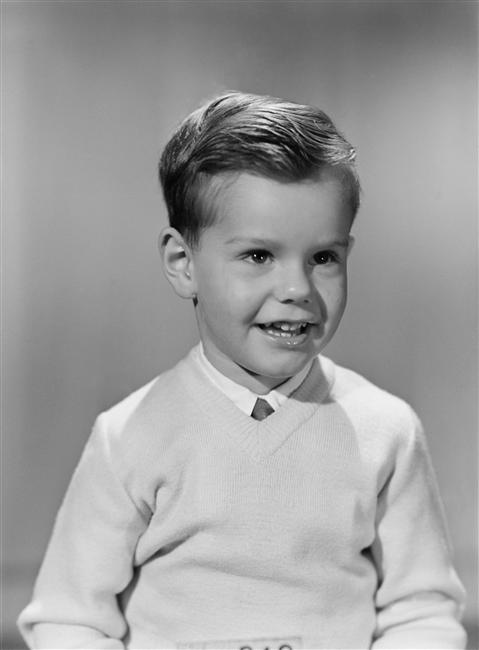
Frédéric Mitterrand en 1951 (photo Studio Harcourt).

Frédéric Bernard Mitterrand est le fils de Robert Mitterrand (1915-2002), ingénieur polytechnicien et haut fonctionnaire, et d'Édith Cahier (1920-2014), nièce par alliance du cofondateur de La Cagoule, Eugène Deloncle. Il est, par son père, le neveu de François Mitterrand (1916-1996), président de la République française de 1981 à 1995, et de Jacques Mitterrand (1918-2009), général français.
À l'âge de douze ans, il apparaît pour la première fois à l'écran, sous le nom de Frédéric Robert, dans le film d'Alex Joffé : Fortunat, aux côtés de Michèle Morgan et de Bourvil,.
Après avoir suivi des études au lycée Janson-de-Sailly de Paris, Frédéric Mitterrand sort licencié d'histoire et de géographie de la faculté de Nanterre puis est diplômé de l'Institut d'études politiques de Paris en 1968, dans la section Service public. Il se présente au concours de l'ENA et est admissible, mais ne se présente pas à l'oral.

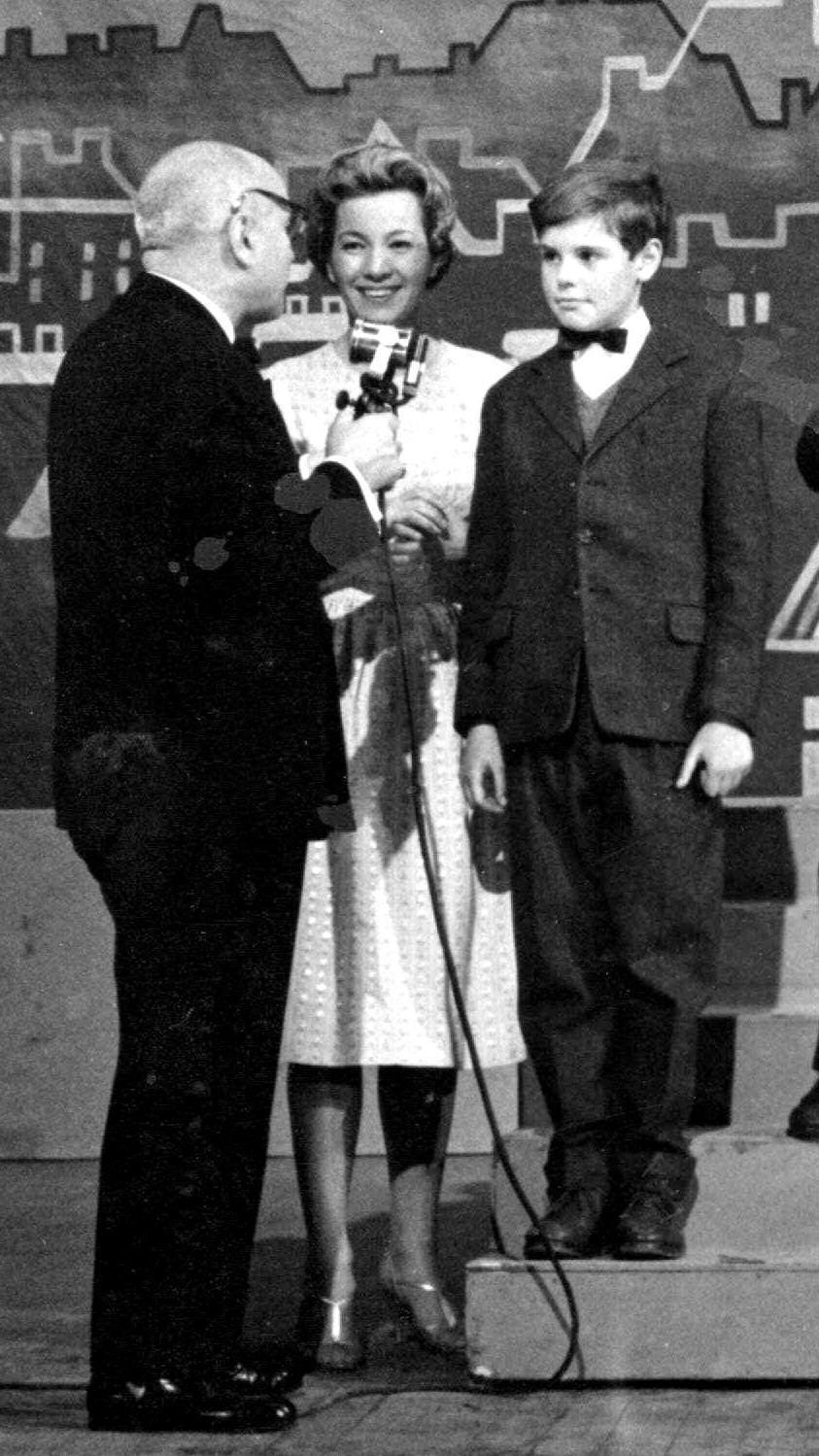
Au tout début des années 1960, Frédéric Mitterrand participe à l'une des émissions de télévision française pour la jeunesse, animée par Jean Nohain.

À sa sortie de Sciences-Po Paris, il enseigne l'économie, l'histoire et la géographie à l'École active bilingue Jeannine-Manuel de Paris.

### Cinémas Olympic
En 1971, il quitte l'enseignement pour diriger la salle de cinéma l'Olympic dans le 14e arrondissement, rue Boyer-Barret, qu'il rachète. Il restaure la salle et programme à l'Olympic Palace classiques du cinéma et films indépendants. Il crée rapidement un réseau d'une dizaine de salles Art et Essai, ouvrant l'Olympic-Entrepôt en 1975, reprenant Le Bilboquet en 1979 sous l'enseigne Olympic Saint-Germain et Les 3 Luxembourg de Charles Rochman en 1983, rebaptisé Olympic-Luxembourg, et travaillant entre 1980 et 1984 avec Jean-Jacques Schpoliansky au Balzac.
En mars 1981, il fête les dix ans de l'Olympic au Palace ; il apparaît à cette occasion grimé en Lana Turner sur un trapèze.
La qualité de ses programmations, alliant les classiques des studios américains et les films égyptiens, les films de Pasolini et de Duras, en fait une figure majeure de l'exploitation parisienne. Il diffuse parmi les premiers les films d'Ingmar Bergman, Kurosawa et Ozu. Mais, mauvais gestionnaire, il accumule les dettes, et doit abandonner ses salles en 1986,,.
Il collabore en 1977 comme critique cinématographique au quotidien J'informe, lancé par l'ancien ministre centriste Joseph Fontanet comme un concurrent de droite du Monde, mais qui ne paraît que trois mois. Il n'en soutient pas moins son oncle, François Mitterrand, aux législatives de 1978.

### Homme de télévision
En 1981, inspiré par la fin d'une histoire amoureuse avec un collaborateur, il réalise son premier long-métrage, Lettres d'amour en Somalie, et publie sous le même titre l'année suivante son adaptation en roman.
La même année, il propose une émission de cinéma à TF1, Étoiles et toiles, qu'il anime et produit jusqu'en 1986, et Ciné-Fêtes en 1984. Il poursuit ensuite avec Acteur Studio de 1986 à 1987, Permission de minuit en 1987, Destins de 1987 à 1988.
Remercié par la première chaîne privatisée, il passe sur Antenne 2 en 1988, où il présente Du côté de chez Fred jusqu'en 1991, Étoile Palace en 1990, C'est votre vie en 1993, Les Amants du siècle en 1993 ou encore Caravane de nuit en 1994. Son « Bonsoir » et sa voix nasale et nonchalante deviennent célèbres. Recevant un 7 d'or du meilleur animateur pour Du côté de chez Fred qui vient d'être arrêtée par la direction, il pose le trophée à terre en déclarant : « C'est là où se trouve le service public », puis s'en excuse le lendemain.
Frédéric Mitterrand se passionne également pour les grands personnages historiques et notamment les têtes couronnées : il est ainsi souvent demandé pour commenter des cérémonies royales.
Il poursuit sa collaboration avec France Télévisions avec Ciné-Club (1996), Légendes du siècle (1996-1997), Les Aigles foudroyés (1997), Cercle des arts (1997-1998), Norodom Sihanouk, Roi cinéaste (1997), Mémoires d'exil (1999), Raissa, souvenirs d'un grand amour (2000), Je suis la Folle de Brejnev (2001), et présente une émission d'entretiens sur Match TV, Plaisir de France, de 2001 à 2004.
Il réalise de nombreuses séries documentaires sur les grands destins du XXe siècle ainsi que des films pour le cinéma.
Frédéric Mitterrand endosse aussi des fonctions institutionnelles comme commissaire général de la saison tunisienne en France en 1995 (mission à la suite de laquelle il reçoit la citoyenneté tunisienne), de l'année du Maroc en 1999 et de la saison tchèque en 2002. Après avoir présidé la commission Fonds Sud du CNC entre 1998 et 2000, il est nommé en 2000, par la ministre de la Culture Catherine Tasca, à la tête de la commission d'avance sur recettes du cinéma français.
En juin 1998, il reçoit les insignes de chevalier de la Légion d'honneur des mains de son père, Robert Mitterrand, dans la chapelle des Petits-Augustins de l'École nationale supérieure des beaux-arts de Paris.
D'août 2003 à juillet 2005, il est directeur général délégué chargé des programmes et de l'antenne de TV5.
De 2005 à 2007, il anime Ça s'est passé comme ça sur la chaîne communautaire homosexuelle Pink TV.
Il aurait dû animer une émission en prime time sur la chaîne D8 appartenant à Canal Plus. Elle devait s'appeler Terres lointaines, être diffusée en première partie de soirée, et produite par Électron Libre (filiale de Lagardère). Il devait revisiter des « sites mythiques », comme le Taj Mahal ou le château de Versailles, en mélangeant reportages tournés sur place et images d'archives. Mais le projet est abandonné.
En 2018, Frédéric Mitterrand présente une émission en dix épisodes : Écrivains au péril de la guerre (10 x 13’), réalisée par Thomas Briat en collaboration avec Antoine de Meaux.
En 2021, dans l'une de ses dernières interviews à la presse, il évoque sa situation d'isolement dans le monde de la télévision : « J’ai les moyens intellectuels, mais pas matériels ! Je n’arrive pas à travailler à la télévision par exemple. Tout ce que j’ai pu y faire depuis trois ou quatre ans, c’était vraiment arraché avec les dents. Je ne peux pas travailler avec Arte : ils sont d’une arrogance terrible et en fait, ils me méprisent. Donc j’ai un mal fou. Il y a tellement de gens que j’aimerais interviewer, mais il faut un minimum d’argent. L’entretien avec Giscard a été un tour de force. J’avais réussi progressivement à l’apprivoiser à la suite d’un concours de circonstances. Le nom de Mitterrand ne lui inspirait pas beaucoup de sympathie. Quand j’ai obtenu son accord pour l’interview, je n’avais pas un sou. J’ai fait ça avec des bouts de ficelle et un copain qui avait le matériel nécessaire. Et à ce moment-là, curieusement, France Télévisions, qui avait déjà commencé à dépenser de l’argent pour une émission sur Giscard avec des journalistes chevronnés, m’a appelé pour me proposer un déjeuner. J’y suis allé la gueule enfarinée et j’ai compris qu’ils voulaient que je renonce à l’interview de Giscard ! Quand on sait que je n’ai jamais réussi à avoir un rendez-vous avec Delphine Ernotte (la présidente de France Télévisions) ! On ne vous pardonne pas d’avoir été ministre, que ce soit de droite ou de gauche. “ Qu’est-ce qu’il vient encore nous emmerder celui-là avec ses projets ! ” Mais je ne suis pas amer. Je suis patient. J’attends. Pendant ce temps-là, j’écris et ça me donne grandement satisfaction ».
En apprenant en direct la mort de Frédéric Mitterrand dans l'émission C à vous, Stéphane Bern, avec qui il entretenait un lien d'amitié, confie son sentiment sur le traitement qu'il a subi dans le monde de la télévision après avoir été ministre : « C'est horrible ce que je vais dire, mais je pense qu'il n'aurait pas dû être ministre, parce qu'il me disait : Moi ce que j'aime c'est faire de la télévision, raconter des histoires, et tout le monde lui a tourné le dos après. C'est-à-dire : quand vous entrez dans l'arène politique, que vous prenez des responsabilités politiques, que vous êtes ministre, après les gens ne vous regardent plus, on ne lui commande plus des émissions. Il a fait des livres, c'est un immense écrivain. Il a fait des films formidables, c'est un homme de culture, mais après avoir été ministre, je comprends que c'est difficile de résister, et, après, tout le monde se détourne de vous. Je pense que cela a provoqué quelque chose, un choc. » Cette impression est partagée par le chroniqueur Patrick Cohen, qui déclare, en écho aux propos de Stéphane Bern : « Il a eu beaucoup de mal à remonter la pente ».

### Directeur de la villa Médicis

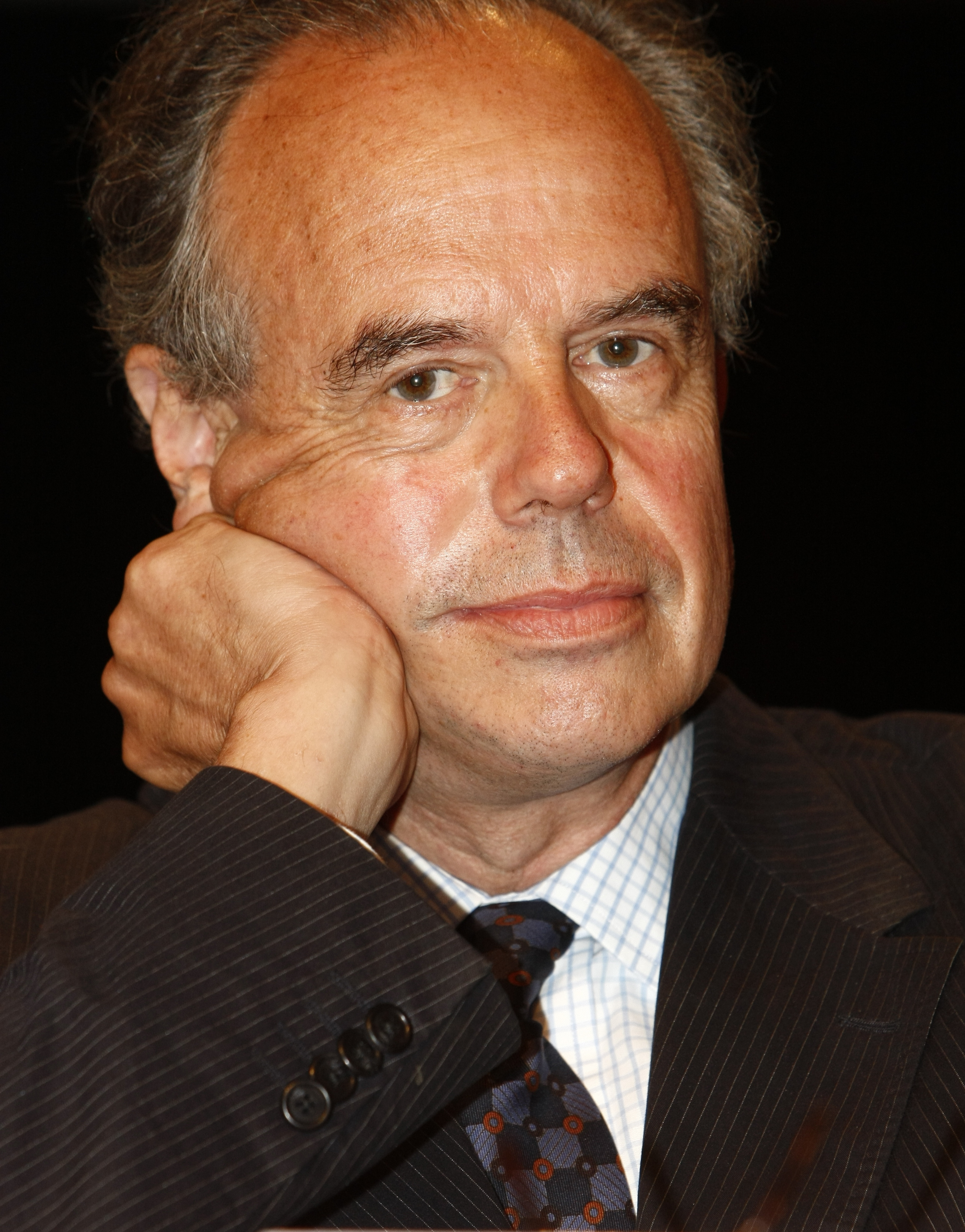
Frédéric Mitterrand en 2008.

Le 4 juin 2008, après l'avis positif d'une commission de dix personnalités créée pour l'occasion (la commission Gall), qui avait retenu trois candidats, le président de la République Nicolas Sarkozy choisit Frédéric Mitterrand à la direction de l'Académie de France à Rome, plus connue sous le nom de « villa Médicis ». Il est nommé par un décret du 5 juillet suivant et prend ses fonctions le 1er septembre.
Pendant cette période, il négocie avec Laurent Solly du groupe TF1 la coproduction d'une émission mensuelle sur la villa Médicis pour la chaîne Odyssée. Mais il fait rapidement part de l'ennui qu'il ressent à cette fonction, qu'il laisse le temps d'un soir, pour présenter la Nuit des Molières en juin 2009.
Membre du jury du prix Médicis depuis 2007, il se met en disponibilité en septembre 2009. Selon son président, l'écrivain Michel Braudeau, il en redeviendra membre de droit dès la cessation de ses fonctions ministérielles.
Entre 2008 et sa nomination comme ministre de la Culture et de la Communication, il tient une chronique dans le mensuel Têtu.
Éric de Chassey lui succède à la villa Médicis en septembre 2009.

### Ministre de la Culture et de la Communication

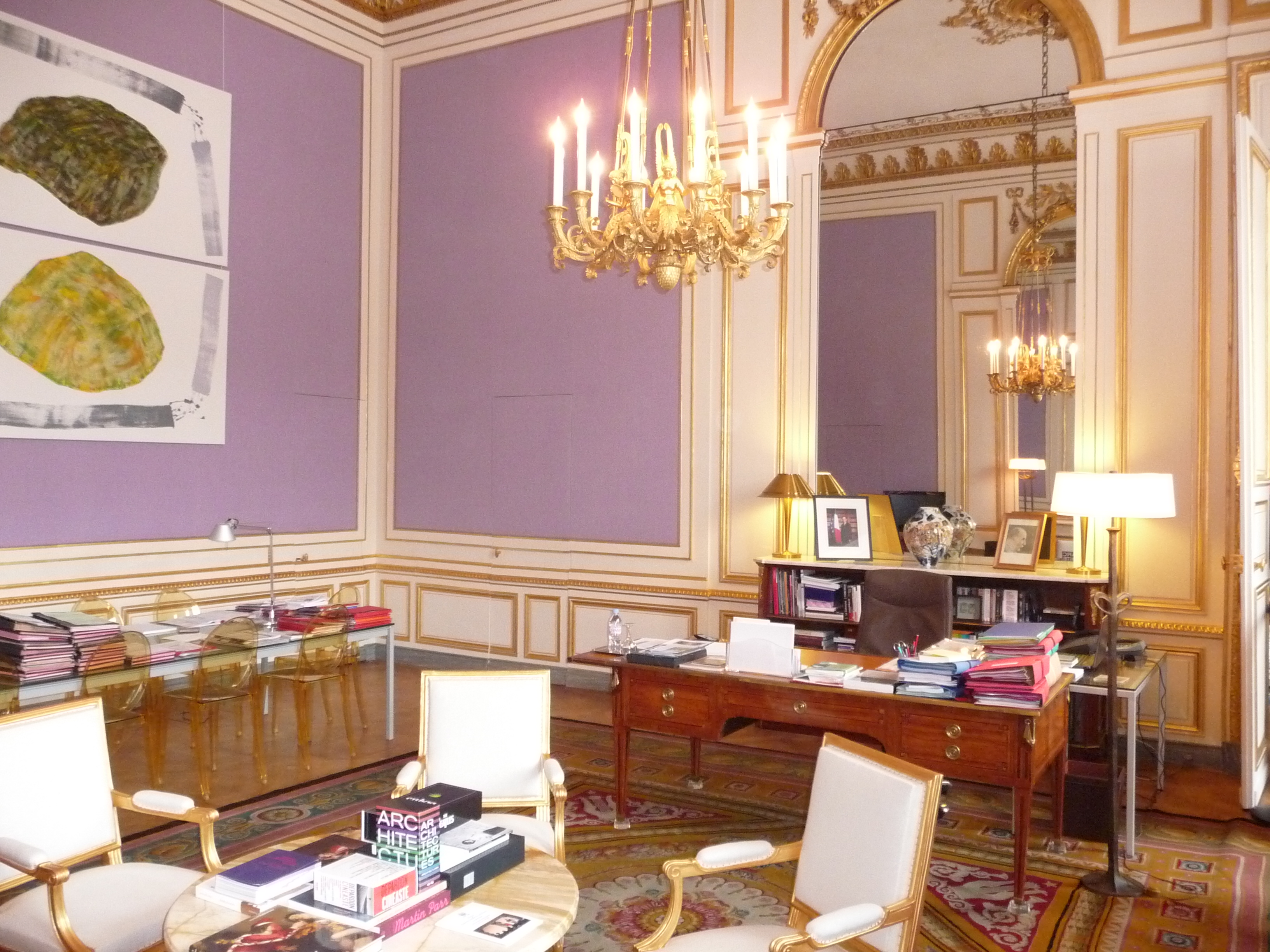
Bureau de Frédéric Mitterrand au ministère de la Culture lors des journées du patrimoine 2009.

Fasciné par le général de Gaulle dès son enfance, mais contraint à une « nécessaire solidarité familiale » vis-à-vis de son oncle, François Mitterrand, il est longtemps politiquement inclassable : séduit par la personnalité de Bernard Tapie, il adhère au Mouvement des radicaux de gauche (MRG) en juin 1993, soutient Jacques Chirac à la présidence de la République en 1995 et ne prend pas position lors de l'élection présidentielle de 2007.
Le 23 juin 2009, Frédéric Mitterrand est nommé ministre de la Culture et de la Communication dans le gouvernement Fillon II remanié. Il succède alors à Christine Albanel, affaiblie par la censure partielle de la loi Hadopi contre le piratage sur Internet. Interviewé par France 2, il confirme sa nomination avant qu'elle ne soit annoncée officiellement par le secrétaire général de l'Élysée, Claude Guéant. Selon Patrick Buisson, il doit sa nomination à l'intervention de Carla Bruni-Sarkozy auprès de son époux.
Un des premiers dossiers qu'il doit gérer est le vote de la loi « Hadopi 2 ».

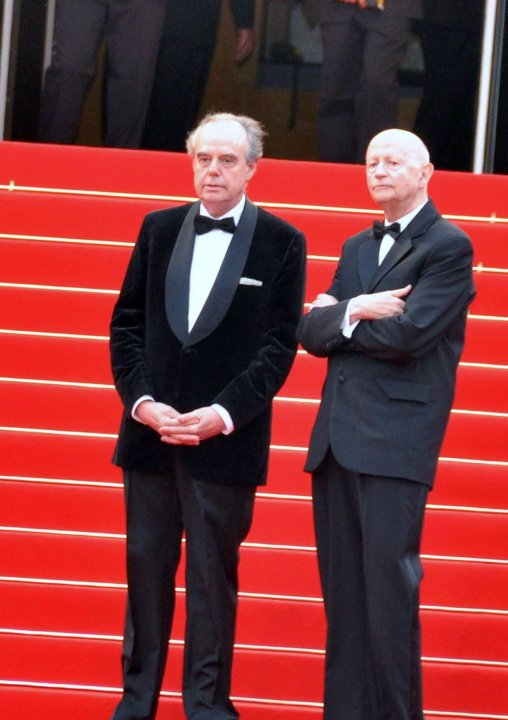
Frédéric Mitterrand et Gilles Jacob au festival de Cannes 2010.

Le 9 octobre 2009, il décide la restitution de cinq fragments de peinture murale issus d'un tombeau de prince égyptien de la XVIIIe dynastie égyptienne, achetés par le Louvre mais dont la légalité de la sortie du territoire égyptien était en doute. Il soutient également la proposition de loi en faveur de la restitution des têtes maories.
Il signe le décret no 2009-1393 du 11 novembre 2009 relatif aux missions et à l'organisation de l'administration centrale du ministère de la Culture et de la Communication qui réorganise son administration en un secrétariat général et trois directions générales, refonte portée par sa prédécesseur, Christine Albanel.
Le 14 novembre 2010, il est reconduit au poste de ministre de la Culture et de la Communication dans le gouvernement François Fillon III.
Son refus, comme celui d'autres membres du gouvernement, de condamner le régime du président tunisien Ben Ali qui réprime le mouvement populaire de contestation tunisienne en janvier 2011, est critiqué par le Parti socialiste et Les Verts. Pour lui, « il y a une opposition politique mais qui ne s'exprime pas comme elle pourrait le faire en Europe. Mais dire que la Tunisie est une dictature univoque, comme on le fait si souvent, me semble tout à fait exagéré. ». Frédéric Mitterrand s'est expliqué en déclarant : « La meilleure manière de protéger ceux auxquels j'étais attaché — et ça représentait tout le peuple tunisien et notamment les opposants — était de ne pas braquer un régime dont je connaissais parfaitement l'autorité ». Il rappelle qu'il a toujours soutenu les artistes tunisiens — en tant que commissaire général de la saison tunisienne ou en tant que ministre — et qu'il a décoré en décembre 2009, notamment, le metteur en scène protestataire Fadhel Jaïbi. Frédéric Mitterrand a plus tard présenté ses « regrets » au peuple tunisien dans une lettre qui a été publiée à la fin du mois de janvier 2011 dans un hebdomadaire tunisien. Leïla Ben Ali, la femme de l'ancien président Ben Ali, déclare dans une interview publiée le 1er juillet 2012 par Le Parisien : « Le seul à nous avoir soutenus jusqu’au bout, c’est Frédéric Mitterrand ».

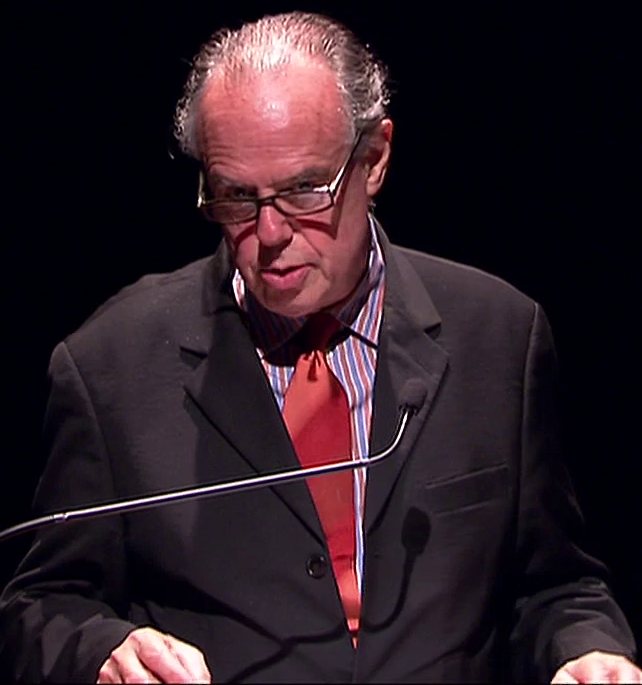
Frédéric Mitterrand lors des États généraux du multilinguisme dans les Outre-mer (2011).

En janvier 2011, Frédéric Mitterrand a retiré Céline du recueil des célébrations nationales après des protestations, notamment celles du président de l'association des Fils et filles de déportés juifs de France (FFDJF), Serge Klarsfeld. L'année du Mexique en France est également annulée sur fond d'affaire Florence Cassez.
En février 2011, le ministère de la Culture lance, dans le cadre du forum d'Avignon, le concept de « culture pour chacun », devant concurrencer celui de « culture pour tous ». Le même mois, face à l'opposition du personnel des Archives nationales à l'ouverture de la Maison de l'Histoire de France dans l'hôtel de Soubise, il démet la directrice, Isabelle Neuschwander.

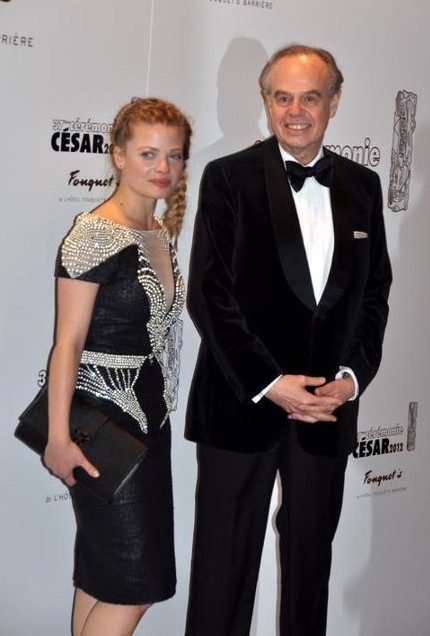
Frédéric Mitterrand et Mélanie Thierry à la des César (2012).

Alors que le renouvellement du mandat d'Olivier Py, directeur du Odéon-théâtre de l'Europe, était attendu, la décision de Frédéric Mitterrand de nommer, le 8 avril 2011 Luc Bondy à sa place, est contestée. Le metteur en scène est ensuite nommé à la tête du Festival d'Avignon.
Il a accepté, à l'occasion de la première Fête de la gastronomie française, de participer sur M6 à l'émission de télé-réalité Un dîner presque parfait du 23 septembre 2011.
Il reçoit en 2011 le rapport de Jérôme Bouët sur le partenariat entre l'État et les collectivités dans le domaine culturel, celui de Selles et Riester aboutissant au lancement du Centre national de la Musique, et mandate Hervé-Adrien Metzger, Jean-Louis Martinelli, Bernard Murat et Serge Dorny pour une mission d'étude sur le financement du spectacle vivant, pour lequel Frédéric Mitterrand annonce un plan d'actions de 3,5 millions d'euros en 2012, le 8 juillet 2011 à Avignon. Il propose également 15 mesures en faveur des arts plastiques en octobre 2011 et un plan de développement des scènes de musiques actuelles, lance les Cafés cultures, fait voter la loi sur le prix unique du livre numérique, et défend la réforme de la redevance d'archéologie préventive. Durant l'année 2011, le Conseil de la création artistique et le Conseil national des musiques actuelles (CSMA) sont dissous, tandis que l'Institut français est mis en place pour remplacer Culturesfrance dans un contexte difficile pour le réseau culturel français à l'étranger.
En 2016, il déclare apporter son soutien à François Hollande pour l'élection présidentielle de 2017 ; celui-ci n'est finalement pas candidat.

### Carrière à la radio
Il présente diverses émissions littéraires de septembre 1996 à juin 2006 sur Europe 1, et anime Ça me dit l'après-midi sur France Culture de 2006 à 2008.
À partir du 26 août 2013, il anime Jour de Fred sur France Inter du lundi au jeudi de 18 h 20 à 19 h. En avril 2014, il annonce l'arrêt de l'émission, qui a perdu 200 000 auditeurs en un an ; Frédéric Mitterrand voit dans ce choix une « animosité indigne de sa fonction » de la part de la ministre de la Culture Aurélie Filippetti, ce à quoi celle-ci répond : « Je ne suis jamais intervenue ni sur le choix des personnes ni sur le contenu des programmes […] Je suis la ministre qui a fait voter la loi la plus progressiste en faveur de cette totale indépendance ». Cependant, auprès du Canard enchaîné, la ministre de la Culture avait concédé dès septembre 2013 avoir appelé le président de Radio France Jean-Luc Hees, pour « avoir confirmation de [ l' ] arrivée [ de Frédéric Mitterrand ] » ... « Je constate que le service public recrute d'anciens membres du gouvernement. J'ai trouvé, à titre personnel, que c'était d'une rare inélégance », avait jugé Aurélie Filippetti.

### Christian Bourgois éditeur
Le 9 avril 2019, Frédéric Mitterrand remplace provisoirement Dominique Bourgois, démissionnaire, dans ses fonctions de direction éditoriale de la maison Christian Bourgois éditeur ; la holding de la famille Mitterrand, présidée par Olivier Mitterrand (le frère de Frédéric), est entrée dans le capital de Christian Bourgois éditeur le 9 janvier 2019, avant d’en prendre le contrôle.

### Autres

#### Académie française
En 2016, il présente sa candidature à l'Académie française, avant de la retirer deux semaines après en faveur d'Andreï Makine. Il renouvelle sa candidature en 2018 : il obtient 11 suffrages, la majorité mais insuffisamment pour être élu.

#### Académie des beaux-arts
Frédéric Mitterrand est élu membre de l'Académie des beaux-arts le 24 avril 2019 dans la section des créations artistiques dans le cinéma et l’audiovisuel au fauteuil précédemment occupé par Jeanne Moreau, décédée le 31 juillet 2017. Le 5 février 2020, il est officiellement installé par son confrère Adrien Goetz, de la section des membres libres.

#### Cinéma
En 2016, il est le président du festival du cinéma américain de Deauville.

### Vie privée
Frédéric Mitterrand est ouvertement homosexuel. Il a eu trois fils, dont deux adoptés à Hammamet, en Tunisie :
- Mathieu Mitterrand, son seul fils biologique, né en 1981, qu'il a élevé seul à partir de quatre ans[60],
- Saïd Kasmi-Mitterrand, né en 1976, devenu producteur et réalisateur[61],
- Jihed Guasmi-Mitterrand, né en 1991, dont il a dit qu'il est le seul dont il s'est « réellement bien occupé »[62],[63].

Frédéric Mitterrand a habité au 104, rue de l'Université à Paris, de 1981 jusqu'à sa mort, dans un petit appartement, tout en longueur, où il s'était installé à l'époque où son oncle était arrivé au palais de l’Élysée. Le face-à-face avec la cime des arbres du ministère de la Défense emporte son adhésion. Avec le temps, le logement est devenu un appartement-bibliothèque,.

### Mort et hommages
En avril 2023, Frédéric Mitterrand annonce être « malade ». Sans révéler la nature de sa maladie, il fait un parallèle avec Florent Pagny qui avait rendu public son combat contre un cancer du poumon, précisant : « Moi, face à ma glace, le look chimio, je n'en veux pas. »
Il meurt le 21 mars 2024, à l'âge de 76 ans, dans son appartement à Paris, « des suites d'un cancer »,,,. Le 26 mars, une messe est organisée en l'église Saint-Thomas-d'Aquin de Paris en présence, entre autres, de l'ancien président de la République Nicolas Sarkozy, de la ministre de la Culture en exercice Rachida Dati, de ses prédécesseurs Jack Lang, Jacques Toubon, Renaud Donnedieu de Vabres, Franck Riester, Roselyne Bachelot et Rima Abdul Malak, du journaliste Marc-Olivier Fogiel et du présentateur Stéphane Bern. La cérémonie est suivie, quelques jours plus tard, par une crémation au crématorium du Mont Valérien à Nanterre. Ses cendres sont ensuite dispersées dans un endroit tenu secret, en revanche, un cénotaphe est érigé au cimetière chrétien de Hammamet, en Tunisie, pour matérialiser sa mémoire.

## Polémiques

### Soutien à Roman Polanski dans l'affaire d'abus sexuel sur mineure
En septembre 2009, Frédéric Mitterrand apporte son soutien au réalisateur Roman Polanski qui, poursuivi aux États-Unis depuis 1977 pour une affaire de crime sexuel commis sur une fille de treize ans et délit de fuite, est arrêté en Suisse sur mandat d'arrêt américain. Déclarant, à propos de cette affaire de viol, qu'il s'agissait d'« une histoire ancienne qui n'a pas vraiment de sens », il provoque la colère d'associations de victimes et des réactions négatives de la part de quelques hommes politiques ainsi que l'incompréhension de la presse étrangère, notamment anglo-saxonne.

### Accusation de pédophilie
Le 5 octobre 2009, lors d'un débat de Mots croisés consacré à la récidive chez les délinquants sexuels, il est accusé par Marine Le Pen, vice-présidente du Front national, d'avoir pratiqué le tourisme sexuel et trouvé du plaisir à « payer des petits garçons thaïlandais », évoquant son livre d'inspiration autobiographique La Mauvaise Vie, paru en 2005, dans lequel il raconte ses aventures à Patpong, quartier chaud de Bangkok, où il paye pour coucher avec des « garçons » :

« J’ai pris le pli de payer pour des garçons […] Évidemment, j’ai lu ce qu’on a pu écrire sur le commerce des garçons d’ici. […] Je sais ce qu’il y a de vrai. La misère ambiante, le maquereautage généralisé, les montagnes de dollars que ça rapporte quand les gosses n’en retirent que des miettes, la drogue qui fait des ravages, les maladies, les détails sordides de tout ce trafic. Mais cela ne m’empêche pas d’y retourner. Tous ces rituels de foire aux éphèbes, de marché aux esclaves m’excitent énormément […] [O]n pourrait juger qu'un tel spectacle, abominable d'un point de vue moral, est aussi d'une vulgarité repoussante. Mais il me plaît au-delà du raisonnable […] La profusion de garçons très attrayants et immédiatement disponibles me met dans un état de désir que je n’ai plus besoin de réfréner ou d’occulter. L’argent et le sexe, je suis au cœur de mon système, celui qui fonctionne enfin car je sais qu’on ne me refusera pas. »

— Frédéric Mitterrand, La Mauvaise Vie
La polémique médiatique et politique prend rapidement de l'ampleur, le député socialiste Patrick Bloche dénonçant des écrits « insupportables » et l'accusant de ramener « les homos 10 ans en arrière ». Frédéric Mitterrand doit réfuter le 8 octobre, au journal télévisé de TF1, avoir eu des relations sexuelles avec des mineurs, affirmant : « Oui, j'ai eu des relations avec des garçons, mais il ne faut pas confondre la pédophilie et l'homosexualité. […] Je condamne la pédophilie, à laquelle je n'ai jamais participé, en aucune façon. » Cette polémique brise net l'ascension médiatique qui accompagnait les premiers mois tonitruants de son ministère.

### Injure à l'encontre de Frédéric Martel
Le 9 septembre 2016, Frédéric Mitterrand est condamné pour injure à 5 000 euros de dommages-intérêts en raison des propos qu'il a tenus à l'encontre de l'écrivain et journaliste Frédéric Martel dans son livre La Récréation (TGI de Paris, 17e chambre).

### Cavalier législatif au profit de LVMH
Alors que la construction de l’immeuble de la fondation Louis-Vuitton est mise en difficulté, notamment en raison du fait que le bois de Boulogne n'est pas constructible, Frédéric Mitterrand est soupçonné d'avoir fait usage d'un cavalier législatif pour faire valider par la loi sa construction.
En janvier 2011 déjà, des riverains avaient aussi exprimé leur mécontentement face à ce projet, faisant annuler le permis du musée LVMH dont les travaux étaient en cours. Afin que la construction de l’œuvre soit réalisée malgré les interdictions, et dans le cadre de la deuxième lecture d'une proposition de loi sur le livre numérique, Frédéric Mitterrand propose un amendement sans réel rapport avec le livre numérique en faveur de la construction du musée de la fondation, faisant valoir un objectif culturel évident. Le député Nicolas Alfonsi accuse alors directement le ministre de la Culture de faire pression dans une affaire judiciaire en cours avec un amendement sans rapport avec l'objet du texte.

## Œuvres

### Filmographie

#### Réalisateur
- 1982 : Lettres d'amour en Somalie (scénariste, réalisateur, narrateur).
- 1984 : Paris vu par... 20 ans après, sketch Rue du Bac (scénariste, réalisateur).
- 1987 : Rapho, histoire d'une famille[90], documentaire coréalisé avec Patrick Jeudy.
- 1995 : Madame Butterfly, adaptation de l'opéra de Giacomo Puccini.
- 2015 : Sans rancune, sans retenue : conversation avec le président Valéry Giscard d'Estaing, (scénariste, réalisateur narrateur), produit par SK Medias.
- 2016 : La rose de Tirana, sur Géraldine Apponyi (scénariste, réalisateur narrateur), produit par SK Medias en co-production avec Arte France.
- 2017 : Christian Dior, la France (auteur, réalisateur, narrateur).
- 2017 : Le pays de l’innocence, enfance et adolescence de François Mitterrand (scénariste, réalisateur narrateur), produit par SK Medias & LCP-An.
- 2018 : Tlemcen 1937 (scénariste, réalisateur narrateur), produit par SK Medias.
- 2018 : Hollywood, la vie rêvée de Lana Turner (scénariste, réalisateur narrateur), produit par SK Medias.
- 2018 : Trump, le parrain de Manhattan (scénariste, réalisateur narrateur), entretiens : Gilles Biassette, produit par SK Medias et Morgane Production.

#### Producteur
- 1987 : Avril brisé de Liria Bégéja
- 2007 : Le Vivarium de Jacques Richard (producteur associé)

#### Acteur
- 1960 : Fortunat d'Alex Joffé
- 1974 : Dites-le avec des fleurs de Pierre Grimblat
- 1975 : Le Triangle écorché de Pierre Kalfon
- 1979 : La Mémoire courte d'Eduardo de Gregorio
- 1979 : Roberte de Pierre Zucca
- 1981 : Merry-Go-Round de Jacques Rivette
- 1987 : Dorothée Show

#### Voix off et narration
- 1989 : Linda Lu Baker, album concept avec Dick Rivers (narrateur)
- 1997 : Mon copain Rachid, court métrage de Philippe Barassat (narrateur)
- 2001 : Le Fabuleux Destin d'Amélie Poulain de Jean-Pierre Jeunet (acteur, jouant son propre rôle)
- 2001 : Bécassine et le Trésor viking de Philippe Vidal (voix, présentateur)
- 2003 : Les Clefs de bagnole de Laurent Baffie (voix)
- 2015 : Silex and the City, série de Jul. Il interprète le rôle d'un rabbin préhistorique et le rôle du roi Louis-Silex.

### Théâtre
- 2018 : Bonsoir, seul en scène produit par Quartier Libre Production au Studio Marigny. Pour la première fois, Frédéric Mitterrand raconte et se raconte à travers la lecture de morceaux choisis de ses livres Le Festival de Cannes (2007), Une Adolescence (2015) et Mes regrets sont des remords (2016).

### Documentaires
Frédéric Mitterrand réalise trois séries sur la chute des monarchies au début du XXe siècle :
- Les Aigles foudroyés, sept épisodes pour un total d'environ neuf heures, diffusé sur la chaîne France 2 en janvier 1997[91] ;
- Mémoires d'exil[92], une série documentaire de six fois 70 min, coproduction France 2 (1999) ;
- Farah: The Last Empress[93], documentaire de 2009, 75 min[94].

Il réalise aussi deux séries sur des personnages historiques du XXe siècle et sur la vie sentimentale des artistes monogames : Étoiles, et Les Amants du siècle. Ces documentaires diffusés par Antenne 2-France 2 ont eu la particularité de se servir de films d'époque pour montrer des moments de la vie privée des familles royales et impériales d'Europe : Nicolas II de Russie se baignant dans une rivière avec son fils, un mariage princier en Autriche, etc. Frédéric Mitterrand a rédigé deux livres à partir de ces deux séries documentaires.
- 1997 : Norodom Sihanouk, Roi cinéaste[95], un documentaire de 64 min, réalisé par Jean-Baptiste Martin, France 2 ;
- 1998 : Fairouz[96], un reportage de 52 min, Arte.
- 2001 : Je suis la Folle de Brejnev[97], 74 minutes, coproduction France 3, présenté aux festivals : Films gays et lesbiens de Bruxelles (2003), Films gays et lesbiens de Paris (2003), et au Gay Kitsch de Lille (2003).
- 2006 : Un printemps 1956, en deux volets : L'Indépendance du Maroc et L'Indépendance de la Tunisie (série).
- 2008 : Empreintes de France 5, il réalise Jean d'Ormesson, la vie ne suffit pas.

### Livres
- Lettres d’amour en Somalie, éditions du regard, 1983 ; rééd. Pocket, 2006
- Tous désirs confondus, Actes Sud, 1988, réédition 2009
- Destins d’étoiles - tomes 1, 2, 3, 4 - Fixot, 1991-1992
- Monte Carlo : la légende, Assouline, 1993
- Une saison tunisienne, sous la direction de Frédéric Mitterrand et Soraya Elyes-Ferchichi, Actes Sud, 1995
- L'Ange bleu : un film de Joseph von Sternberg, Plume, 1995
- Madame Butterfly, Plume, 1995
- Les Aigles foudroyés : la fin des Romanov des Habsbourg et des Hohenzollern, Pocket, 1998
- Mémoires d’exil, Robert Laffont, 1999  (ISBN 978-2-221-09023-7)
- Un jour dans le siècle, Robert Laffont, 2000
- La Mauvaise Vie, Robert Laffont, 2005  (ISBN 2-7441-8704-6)
- Maroc, 1900-1960 : un certain regard, avec Abdellah Taïa, Actes Sud, 2007
- Le Festival de Cannes, Robert Laffont, 2007
- Le Désir et la chance, Robert Laffont, 2012  (ISBN 978-2-2211-2951-7)
- La Récréation, Robert Laffont, 2013  (ISBN 978-2-221-13307-1)[98]
- Une adolescence, Robert Laffont, 2015  (ISBN 978-2-221-11224-3)
- Mes regrets sont des remords, Robert Laffont, 2016  (ISBN 978-2-221-19235-1)
- Le pays de l'innocence : enfance et adolescence de François Mitterrand, Robert Laffont, 2017
- Le duel, Napoléon III et Victor Hugo, XO éditions, 2019
- Une drôle de guerre, Robert Laffont, 2020. Chronique du premier confinement sanitaire français
- Sans rancune et sans retenue : conversation avec le président Valéry Giscard d'Estaing, XO, 2021
- 1938, l'œil du cyclone, XO, 2022
- Brad, XO, 2023. Essai consacré à Brad Pitt[99].
- Amis pour la vie, Mialet-Barrault Eds, 2025

## Distinctions et récompenses

### Décorations
- Officier de la Légion d'honneur (2023[100], Chevalier en 1996)
- Officier de l'ordre national du Mérite
- Commandeur de l'ordre des Arts et des Lettres (ex officio comme ministre de la Culture[101])
- Grand-croix de l'ordre national de la Croix du Sud du Brésil
- Commandeur de l'ordre de la Couronne (Roumanie)
- Médaille de l'ordre de l'Amitié (Russie)
- Officier de l'ordre du Mérite culturel de Monaco
- Grand officier de l'ordre du 7-Novembre (Tunisie)
- Officier de l'ordre national du Mérite (Tunisie).

### Prix
Frédéric Mitterrand a reçu les prix et récompenses suivants :
- 1982 : Prix Jean-Louis Bory pour Lettres d'amour en Somalie
- 1987 : Prix œcuménique du festival de Nyons
- 1989 : 7 d'or du meilleur animateur de débats
- 1990 : 7 d'or de la meilleure émission de divertissement pour Carte blanche à Frédéric Mitterrand
- 1990 : Trophée La Lucarne de l'Association des journalistes de la presse hebdomadaire de télévision
- 1997 : Prix Maison de la Presse (catégorie document) pour Les Aigles foudroyés
- 2000 : Prix Oscar-Wilde pour Un jour dans le siècle
- 2003 : Prix Roland-Dorgelès
- 2005 : Prix Le Vaudeville pour La Mauvaise Vie
- 2017 : Prix Jean-Jacques-Rousseau, de l'autobiographie, pour Mes Regrets sont des remords